# Hunaland
Hunaland y sus habitantes se mencionan mucho en la Edda poética, y en las sagas de los tiempos antiguos. 
El origen de Hunaland se cita y entiende parcialmente como el Imperio franco o carolingio (a los francos se les llamó en alguna ocasión hugones, en latín, y Hūgas en inglés antiguo) y parcialmente relacionado con los hunos.
El legendario héroe Sigurd se le llama rey de los hunos en la poesía épica. La saga Hervarar y Þiðrekssaga también menciona a Hunaland, sus reyes y sus huestes.
Las fuentes en nórdico antiguo mencionan a Hunaland a menudo con sentido mitológico y su localización difiere en varios puntos de Europa, dependiendo de las características y aptitudes que muestra el héroe. Hunaland está separada de otros países por el bosque de Myrkviðr, pero una fuente la sitúa al norte de Bjarmaland, otra fuente la localiza en las fronteras con Reidgotaland, una tercera fuente habla de ciertas zonas de Alemania y el resto de fuentes afirman que pertenece a un flanco del golfo de Botnia, cerca de Gästrikland, Suecia.